# Джеймс Мілл
Джеймс Мілл (англ. James Mill, 6 квітня 1773, Нортуотер-Брідж, Шотландія — 23 червня 1836, Кенсінгтон) — шотландський економіст, представник класичної школи Давида Рікардо. Закінчив Единбурзький університет. Батько Дж. С. Мілла. Був пастором; пізніше відмовився від сану. Служив в Ост-Індській компанії.
Джеймс Мілл був батьком Джона Стюарта Мілла, відомого філософа лібералізму та утилітаризму, а також колоніального адміністратора Ост-Індійської компанії.
Мілл стверджував, що політична економія для держави є те ж саме, що і економіка домашнього господарства (domestic economy) для сім'ї. Двома головними об'єктами політекономії, на його думку, є споживання суспільства і забезпечення пропозиції, від якого це споживання залежить.
У великій статті для першої книжки журналу «Вестмінстерський огляд» Мілл зробив критичний огляд англійської конституції, яка, на його думку, потребувала серйозної переробки, бо через свій аристократичний характер надавала владу в країні сотні найбільш знатних сімей.

## Біографія
Джеймс Мілн (англ. Milne), пізніше відомий як Джеймс Мілл, народився в Нортвотер-Брідж, в парафії Логі-Перт, Ангус, Шотландія, в сім'ї Джеймса Мілна, шевця і дрібного фермера. Його мати, Ізабель Фентон, з родини, яка постраждала від зв'язку з повстанням Стюартів, вирішила, що він повинен отримати першокласну освіту, і після парафіяльної школи вони віддали його до Академії Монтроз, де він навчався до незвичайного віку сімнадцяти з половиною років. Потім він вступив до Единбурзького університету, де відзначився як знавець грецької мови.
У жовтні 1789 року він був висвячений на служителя Шотландської Церкви, але не мав подальшого успіху. Згідно з автобіографією Джона Стюарта Мілла, його батько, хоч і був «вихований у віровченні шотландського пресвітеріанства, завдяки власним дослідженням і роздумам рано відкинув не лише віру в Откровення, але й основи того, що прийнято називати природною релігією». З 1790 по 1802 рік, підробляючи репетиторством, він також займався різними історичними та філософськими дослідженнями. Маючи мало перспектив для кар'єри в Шотландії, у 1802 році він поїхав до Лондона разом із сером Джоном Стюартом Феттеркернським, тодішнім членом парламенту від Кінкардінеширу, і присвятив себе літературній творчості. З 1803 по 1806 рік він був редактором амбітного періодичного видання під назвою «Літературний журнал», який намагався дати узагальнений погляд на всі провідні галузі людського знання. У цей час він також редагував «Хроніку Сент-Джеймса», яку видавав той самий власник. У 1804 році він написав памфлет про торгівлю кукурудзою, виступаючи проти тарифу (або «винагороди») на експорт зерна. У 1805 році він опублікував переклад (з примітками і цитатами) «Нарису про дух і вплив Реформації Лютера» Шарля де Віллера на Реформацію, а також атаку на передбачувані пороки папської системи. Приблизно наприкінці цього року він розпочав роботу над «Історією Британської Індії», яка мала зайняти його дванадцять років, а не три-чотири, як він очікував[2].
Того ж року він одружився з Гаррієт Берроу, мати якої, вдова, утримувала в Хокстоні заклад для божевільних. Вони придбали будинок у Пентонвіллі, де 1806 року народився їхній старший син Джон Стюарт Мілл[2].
Задня частина будинку № 19 на Йорк-Стріт (1848). У 1651 році Джон Мілл переїхав до «гарненького будиночка в саду» в Маленькій Франції. Він жив там до Реставрації. Пізніше він став будинком № 19 по Йорк-стріт, належав Джеремі Бентаму, його почергово займали Джеймс Мілл і Вільям Газлітт, а в 1877 році був знесений[7].
У 1808 році він познайомився з Джеремі Бентамом, який був на двадцять п'ять років старший за нього і протягом багатьох років був його головним супутником і союзником. Він прийняв принципи Бентама у всій їх повноті і вирішив присвятити всю свою енергію тому, щоб донести їх до світу. Між 1806 і 1818 роками він писав для «Анти-якобінського огляду», «Британського огляду» та «Еклектичного огляду», але немає можливості простежити його внесок у ці видання. У 1808 році він почав писати для більш відомого «Единбурзького огляду», до якого постійно дописував до 1813 року, його першою відомою статтею була «Гроші та обмін». Він також писав про Іспанську Америку, Китай, Франциско де Міранду, Ост-Індійську компанію та свободу преси. У «Щорічному огляді» за 1808 рік можна знайти дві його статті - «Огляд історії Фокса» та статтю «Правові реформи Бентама», ймовірно, його першу опубліковану замітку про Бентама. У 1811 році він співпрацював з Вільямом Алленом (1770-1843), квакером і хіміком, у періодичному виданні під назвою «Філантроп». Він робив значний внесок у кожен випуск - його основними темами були освіта, свобода преси та тюремна дисципліна (в рамках якої він виклав «Паноптикум» Бентама). Він зробив потужні нападки на церкву у зв'язку з суперечкою Белла і Ланкастера, а також брав участь у дискусіях, які привели до заснування Лондонського університету в 1825 році. У 1814 році він написав низку статей, що містять виклад утилітаризму, для додатку до п'ятого видання Британської енциклопедії, найважливішими з яких є «Юриспруденція», «В'язниці», «Уряд»[2] та «Право народів».
Історія Британської Індії була опублікована в 1818 році і одразу ж здобула великий і тривалий успіх[8]. Це призвело до відповідних змін у долі автора, і наступного року його призначили чиновником в Індійському домі у важливий відділ Екзаменатора індійської кореспонденції. Він поступово просувався службовими щаблями, поки в 1830 році не був призначений керівником відділу із зарплатою 1900 фунтів стерлінгів, яку в 1836 році підвищили до 2000 фунтів стерлінгів. Його велика праця з економіки, «Елементи політичної економії», з'явилася в 1821 році (3-тє і перероблене видання 1825 року)[2][9].
З 1824 по 1826 рік Мілл опублікував низку статей у «Вестмінстерському огляді», органі Радикальної партії, в яких нападав на «Единбурзький і Квартальний огляди», а також на церковний істеблішмент. У 1829 році з'явився «Аналіз феноменів людського розуму». З 1831 по 1833 рік Мілл був значною мірою зайнятий захистом Ост-Індійської компанії під час суперечок, пов'язаних з оновленням її статуту, будучи за посадою речником її Ради директорів. Для London Review, заснованого сером Вільямом Моулсвортом у 1834 році, він написав видатну статтю під назвою «Церква та її реформа», яка була надто скептичною для того часу і завдала шкоди The Westminster Review. Сам Мілл був атеїстом[10]. Його останньою опублікованою книгою був «Фрагмент про Макінтоша» (1835)[2].